# La messaggera del diavolo
La messaggera del diavolo (The Devil's Messenger) è un film del 1961 diretto da Herbert L. Strock con Dory Previn e Curt Siodmak (non accreditati) e Lon Chaney Jr. nel ruolo di Satana. È un film horror a episodi, versione cinematografica della serie svedese 13 Demon Street
La pellicola è entrata nel pubblico dominio negli Stati Uniti.

## Trama
- Prologo. Una donna suicida viene rimandata da Satana sulla terra affinché gli procuri tre nuove anime dannate.
- Primo episodio. Un fotografo stupra e uccide una donna uscita dalla casa ritratta in uno dei suoi scatti. Volendo far sparire ogni prova del delitto, l’uomo distrugge il negativo della fotografia; ma questa riappare misteriosamente in varie circostanze, e ogni volta vi ritorna l’immagine della donna uccisa sempre più ravvicinata.
- Secondo episodio. Uno scienziato, morbosamente attratto da una donna bellissima che crede di vedere intrappolata in un blocco di ghiaccio, arriva al punto di assassinare un collega.
- Terzo episodio. Un uomo è tormentato da un incubo ricorrente, nel quale egli vede sé stesso percorrere nottetempo la strada di un quartiere popolare. Una sera, ritrovatosi in un luogo identico a quello del sogno, l’uomo sale nel fatiscente appartamento di un’indovina, la quale gli predice che morirà a mezzanotte.
- Epilogo. La donna si ripresenta da Satana con l’uomo che la costrinse al suicidio (il protagonista del terzo episodio) e di nuovo viene rispedita sulla terra, stavolta con il progetto per la costruzione della bomba atomica.